# ボルボ・スーパーオリンピアン
スーパーオリンピアン（Super Olympian ）は、ボルボ製のノンステップ2階建て3車軸大型バス。

## 車両概要
1998年にオリンピアン3軸車の後継として登場（2軸車はボルボ・B7TLが後継）。全長10.6m、11.3m、12m、全高4.3m、車体重量16t、総重量23.5t、文字通り超大型バスである。エンジンはD10Aを搭載。